# 2007 ve sportu
Toto je přehled sportovních událostí konaných v roce 2007.

## Alpské lyžování
Mistrovství světa v alpském lyžování 2007
- Muži:
  - (Slalom):  Mario Matt
  - (Obří slalom):  Aksel Lund Svindal
  - (Super kombinace): Daniel Albrecht
  - (Sjezd):  Aksel Lund Svindal
  - (Super G):  Patrick Staudacher
- Ženy:
  - (Slalom):  Šárka Záhrobská
  - (Obří slalom):  Nicole Hospová
  - (Super kombinace):  Anja Pärsonová
  - (Sjezd):  Anja Pärsonová
  - (Super G):  Anja Pärsonová

Světový pohár v alpském lyžování 2006/2007

## Biatlon
Mistrovství světa v biatlonu 2007
- Muži:
  - (10 km):  Ole Einar Bjørndalen
  - (12,5 km):  Ole Einar Bjørndalen
  - (20 km):  Raphaël Poirée
  - (15 km s hromadným startem):  Michael Greis
  - (4× 7,5 km):  Rusko
- Ženy:
  - (7,5 km):  Magdalena Neunerová
  - (10 km):  Magdalena Neunerová
  - (15 km):  Linda Grubben
  - (12,5 km s hromadným startem):  Andrea Henkelová
  - (4× 6 km):  Německo
- Mix
  - (2x6 km + 2x7,5 km):  Švédsko

## Cyklokros
Mistrovství světa v cyklokrosu 2007
- Muži Elita –  Erwin Vervecken
- Muži do 23 let –  Lars Boom
- Junioři –  Joeri Adams
- Elita ženy –  Maryline Salvetat

## Duatlon
Mistrovství světa v duatlonu 2007
- Muži Elita –  Paul Amey
- Elita ženy –  Vanessa Fernandes
- Muži do 23 let –  Bojan Cebin
- Ženy do 23 let –  Charlotte Gauchet
- Junioři –  Richard Murray
- Juniorky –  Zsofia Toth

## Florbal
- Mistrovství světa ve florbale žen 2007 –  Švédsko
- Mistrovství světa ve florbale mužů do 19 let 2007 –  Švédsko
- European Cup 06/07 – Muži:  AIK, Ženy:  UHC Dietlikon
- Fortuna extraliga 2006/2007 – Tatran Střešovice
- Česká florbalová extraliga žen 2006/2007 – 1. HFK CON INVEST Děkanka Praha

## Lední hokej
Mistři evropských zemí:
- – HC Sparta Praha
- – Adler Mannheim
- – HC Slovan Bratislava
- – MODO Hockey
- – Kärpät Oulu
- – Metallurg Magnitogorsk

Mistrovství světa v ledním hokeji 2007
- – Kanada

Mistrovství světa v ledním hokeji žen 2007
- – Kanada

National Hockey League
- Anaheim Ducks

Spenglerův pohár 2007
- – Kanada

## Krasobruslení
Mistrovství Evropy v krasobruslení 2007
- Sportovní dvojice –  Aliona Savchenko /Robin Szolkowy
- Muži –  Brian Joubert
- Taneční páry –  Isabelle Delobel / Olivier Schoenfelder
- Ženy –  Carolina Kostnerová

## Rugby
MS 2007 finále Jihoafrická republika - Anglie 15:6  3.místo Argentina - Francie 34:10 

## Klasické lyžování
Mistrovství světa v klasickém lyžování 2007
Běh na lyžích:
- Muži
  - Sprint –  Jens Arne Svartedal
  - Sprint dvojice –  Itálie
  - Skiatlon –  Axel Teichmann
  - 15 km volně –  Lars Berger
  - 50 km klasicky
  - 4× 10 km –  Norsko
- Ženy
  - Sprint –  Astrid Jacobsenová
  - Sprint dvojice –  Finsko
  - Skiatlon –  Olga Zavjalovová
  - 10 km volně –  Kateřina Neumannová
  - 30 km klasicky
  - 4× 5 km –  Finsko

Severská kombinace:
- Sprint –  Hannu Manninen
- 15 km
- Štafeta –  Finsko

Skoky na lyžích:
- Střední můstek
- Velký můstek –  Simon Ammann
- Družstva –  Rakousko

### Silniční cyklistika
- 90. ročník Giro d`Italia –  Danilo Di Luca

## Skeleton
Mistrovství světa ve skeletonu 2007
- Muži –  Gregor Stähli
- Ženy –  Noelle Pikus-Pace

## Sportovní lezení

### Svět
- Mistrovství světa ve sportovním lezení 2007
- Světový pohár ve sportovním lezení 2007
- Mistrovství světa juniorů ve sportovním lezení 2007

### Evropa
- Evropský pohár juniorů ve sportovním lezení 2007

### Česko
- MČR v soutěžním lezení 2007

## Tenis
Australian Open
- Muži –  Roger Federer
- Ženy –  Serena Williamsová
- Muži čtyřhra –  Bob Bryan/ Mike Bryan
- Ženy čtyřhra –  Cara Blacková /  Liezel Huberová
- Mix –  Daniel Nestor/ Jelena Lichovcevová